# Jakob Utenhoff
Jakob Utenhoff was een Zweeds koopman die werd ingelijfd in de Zweedse adel.

## Biografie
Utenhoff was een zoon van Johann Utenhove (circa 1570 - 1637) die uit Gent afkomstig was en rond 1603 om geloofsredenen gevlucht was naar Hanau waar hij ouderling van de Nederlandstalige kerkgemeente werd en burgemeester van de Neustadt. De zoon Jacob Uttenhofen werd koopman en zijdeverver in Stockholm. Hij werd op 24 mei 1654 ingelijfd in de Zweedse adel onder de naam Utenhoff.